# Озеркинське сільське поселення (Гірськомарійський район)
Озе́ркинське сільське поселення (рос. Озёркинское сельское поселение) — муніципальне утворення у складі Гірськомарійського району Марій Ел, Росія. Адміністративний центр — присілок Озерки.

## Населення
Населення — 1899 осіб (2019, 2367 у 2010, 2801 у 2002).

## Склад
До складу поселення входять такі населені пункти:
| Населений пункт          | Населення, осіб (2002) | Населення, осіб (2010) |
| ------------------------ | ---------------------- | ---------------------- |
| Апаєво, присілок         | 159                    | 108                    |
| Ахперка, присілок        | 45                     | 21                     |
| Єнікеєво, присілок       | 352                    | 273                    |
| Ігнашкино, присілок      | 36                     | 18                     |
| Коротні, село            | 2                      | 0                      |
| Красне Іваново, присілок | 25                     | 10                     |
| Озерки, присілок         | 1947                   | 1759                   |
| Роботник, присілок       | 24                     | 12                     |
| Три Рутки, селище        | 195                    | 161                    |
| Шари, селище             | 16                     | 5                      |